# Nordheim am Main
Pour les articles homonymes, voir Nordheim.
Nordheim am Main est une commune de Bavière (Allemagne), située dans l'arrondissement de Kitzingen, dans le district de Basse-Franconie. Le village du même nom est la seule agglomération. L'histoire de Nordheim est étroitement liée au monastère de Münsterschwarzach, qui a longtemps détenu la seigneurie de la localité. Sous les abbés du monastère, le village est devenu la propriété la plus importante (et parfois la plus peuplée) du monastère.
Avec 450 hectares de vignes (2021), Nordheim est la deuxième commune viticole de la région viticole de Franconie et a longtemps été la plus grande avant la réforme des communes dans les années 1970. Le vin marque le déroulement de l'année dans la localité. Outre les nombreux domaines viticoles qui organisent des fêtes du vin et des vignerons pendant les mois d'été, les environs du village sont également dominés par les vignobles, notamment par le vignoble Nordheimer Vögelein.
Le paysage culturel séculaire avec le Kreuzberg planté de vignes au centre attire les touristes, tout comme les bâtiments du centre du village datant du début de l'ère moderne. Outre l'église Laurentius, la cour de la dîme du monastère aux formes de la Renaissance se distingue particulièrement. Le bac sur le Main, qui circule entre Nordheim et Escherndorf, situé en face, sur la boucle du Main de Volkach, est une particularité de l'histoire des transports.

## Géographie

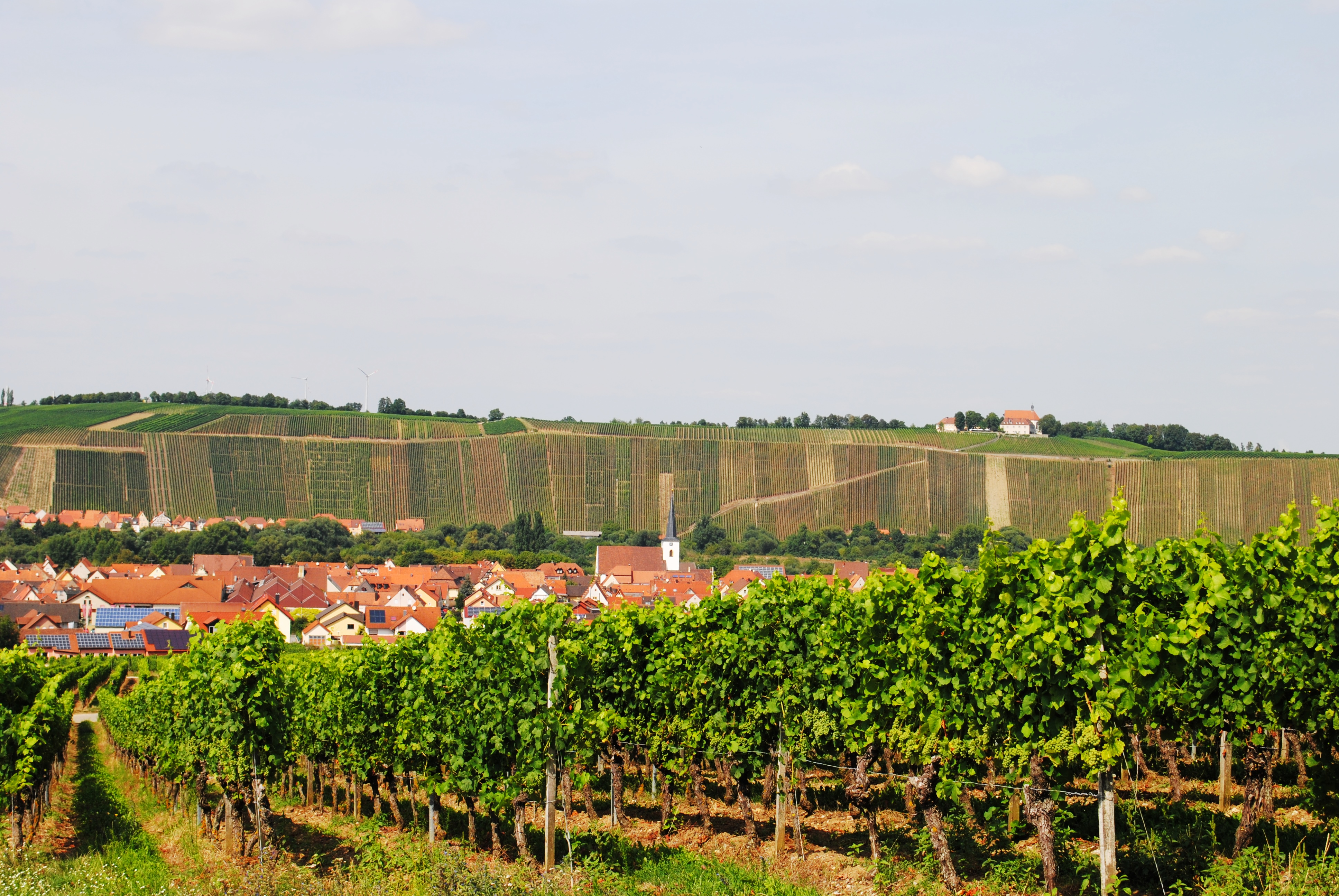
Le vignoble au-dessus du Main